# Gerson Rodrigues
Gerson Rodrigues (20 de juny de 1995) és un futbolista luxemburguès que juga pel Dínamo de Kíev.

## Selecció de Luxemburg
Va debutar amb la selecció de Luxemburg el 2017. Va disputar 24 partits amb la selecció de Luxemburg.

## Estadístiques
| Selecció de Luxemburg | Selecció de Luxemburg | Selecció de Luxemburg |
| Anys                  | Partits               | Gols                  |
| --------------------- | --------------------- | --------------------- |
| 2017                  | 9                     | 0                     |
| 2018                  | 5                     | 0                     |
| 2019                  | 10                    | 3                     |
| Total                 | 24                    | 3                     |